# مشروع قرار الولايات المتحدة وبريطانيا وإسبانيا بشأن العراق 2003
مشروع قرار الولايات المتحدة وبريطانيا وإسبانيا بشأن العراق 2003، وفقا للسفير جون نيغروبونتي «القرار الذي وصل إليه المجلس أن العراق لم يمتثل مع القرار 1441».
مشروع القرار في البداية تم تقديمه في 24 فبراير 2003 وتعديله في 7 مارس 2003 إلى تعيين 17 آذار / مارس الموعد النهائي للعراق لإثبات «التعاون الكامل غير المشروط والفوري والنشط وفقا لالتزامها بنزع السلاح». ولم يتم طرح قرار الأمم المتحدة الذي تم مناقشته على نطاق واسع للتصويت الرسمي بعد أن اتضح أنه لن يمر.